# Ortalis superciliaris
Ortalis superciliaris е вид птица от семейство Cracidae. Видът е незастрашен от изчезване.

## Разпространение
Разпространен е в Бразилия.